# Sodavandsis
En sodavandsis er en type is er en væske-baseret frossen dessert eller snack. Til forskel fra flødeis eller sorbet, der bliver omrørt eller pisket mens det nedfryses, hvilke forhindrer at der dannes iskrystaller, så bliver sodavandsis frosset stille og roligt uden omrøring, hvilket resulterer i at det bliver én stor klump is.
Sodavandsis er normalt monteret på en ispind som man kan hold den på, men sodavandsis kan også være skub op-is. Frys selv-is, som bl.a. Sun Lolly, er også sodavandsis.